# Relaciones Chile-Rusia
Las relaciones Chile-Rusia se refieren a las relaciones exteriores entre Chile y Rusia. El establecimiento de relaciones diplomáticas entre Chile y los países de la Unión de Repúblicas Socialistas Soviéticas (URSS) ocurrió el 11 de diciembre de 1944. Chile tiene una embajada en Moscú y dos consulados honorarios en San Petersburgo y Vladivostok. Rusia tiene una embajada en Santiago de Chile.
Ambos países son miembros de pleno derecho del APEC, el Fondo Monetario Internacional y las Naciones Unidas.

## Historia

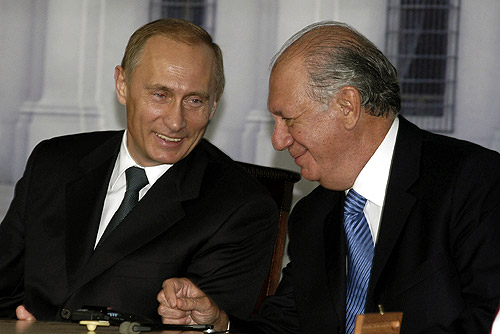
Presidente Vladímir Putin y Presidente Ricardo Lagos durante la visita estatal de Putin a Chile en noviembre de 2004.

Chile estableció por primera vez relaciones diplomáticas con la Unión Soviética el 11 de diciembre de 1944, sin embargo, tuvieron una corta vida cuando fueron separados el 27 de octubre de 1947 debido a la intensificación de la Guerra Fría el Partido Comunista de Chile estaba prohibido. En 1956, el primer ministro soviético Nikolái Bulganin declaró que la Unión Soviética estaba dispuesta a desarrollar relaciones con países latinoamericanos sobre la base de la cooperación amistosa, las relaciones comerciales mutuamente beneficiosas, la coexistencia pacífica y la no interferencia en los asuntos internos. Por primera vez desde 1944, la política exterior soviética permitió aumentar las relaciones entre la Unión Soviética y el Tercer Mundo. En Chile, estos cambios fueron en gran medida discutibles durante los años 50 y 60 cuando Chile se alineó abiertamente con los Estados Unidos desde la Segunda Guerra Mundial en contra de la amenaza de "agresión comunista". Desde que se aliaron con los Estados Unidos, Chile detuvo todas las relaciones diplomáticas con la Unión Soviética, puso fin a todas las formas de relaciones económicas bilaterales y proscribió y persiguió a los partidos comunistas. La revolución cubana de 1959 provocó una nueva ola de anticomunismo en América Latina, reafirmando la decisión del gobierno chileno de mantenerse alejado de la influencia y las relaciones soviéticas.
Después de la asunción de Eduardo Frei Montalva como presidente de Chile, las relaciones se restablecieron el 24 de noviembre de 1964, y no fue hasta 1967 que los tratados bilaterales fueron firmados por los dos estados. La victoria de Salvador Allende en las elecciones presidenciales chilenas de 1970 dio a la Unión Soviética la oportunidad de estrechar lazos con Chile. La victoria de la Unidad Popular, coalición de socialistas, comunistas y de diversos partidos de izquierda, demostró que tal vez el gobierno de Chile era ideológicamente y políticamente más cercano a la Unión Soviética que cualquier otro país sudamericano. Sin embargo, la Unión Soviética vaciló en asumir la carga para garantizar el éxito del experimento chileno. Económicamente, la ayuda soviética llegó en forma de créditos a largo plazo, que representaban menos de 350 millones de dólares, con una cantidad limitada de ayuda en forma de moneda fuerte. El gobierno de Allende necesitaba más ayuda financiera, no proyectos conjuntos en pesca y vivienda, para resolver problemas de balanza de pagos. Aunque el comercio bilateral entre los dos países se expandió y diversificó, todavía era mucho más bajo que los niveles de comercio entre la Unión Soviética y otros países sudamericanos. Por último, la Unión Soviética ofreció algunas formas de asistencia técnica para la construcción de fábricas, la producción de petróleo y para operar la nacionalización chilena del cobre, minas de cobre nacionalizadas. Los limitados niveles de asistencia económica de la Unión Soviética en Chile muestran la clara vacilación soviética hacia incurrir en enormes cargas económicas. Los soviéticos ya habían visto los inmensos costos asociados con el apoyo a un gobierno comunista en el hemisferio occidental después de su apoyo a Fidel Castro y su gobierno en Cuba después de 1959. A comienzos de los años setenta, la Unión Soviética había comenzado a practicar una distensión con Estados Unidos y un mayor apoyo al gobierno de Allende podría poner en peligro la frágil relación entre Estados Unidos y la Unión Soviética. La Unión Soviética estaba cada vez más reacia a permitir que el proceso revolucionario chileno destruyera su nueva distensión con los Estados Unidos. La Unión Soviética también se ocupó de problemas económicos propios que disuadieron aún más el aumento de la asistencia económica a Chile. A partir de mayo de 1972, los líderes de la URSS empezaron a ver a Chile como un ejemplo de lo que podía salir mal en un proceso revolucionario, en lugar de una buena inversión en la batalla global contra el capitalismo cuando el gobierno de Allende perdió apoyo popular y la economía chilena permaneció en un parada. Del mismo modo, la Unión Soviética practicaba el pragmatismo en sus relaciones políticas con Chile. A lo sumo, la Unión Soviética sólo demostró apoyo moral y propagandístico a Chile en lugar de una política más tangible.

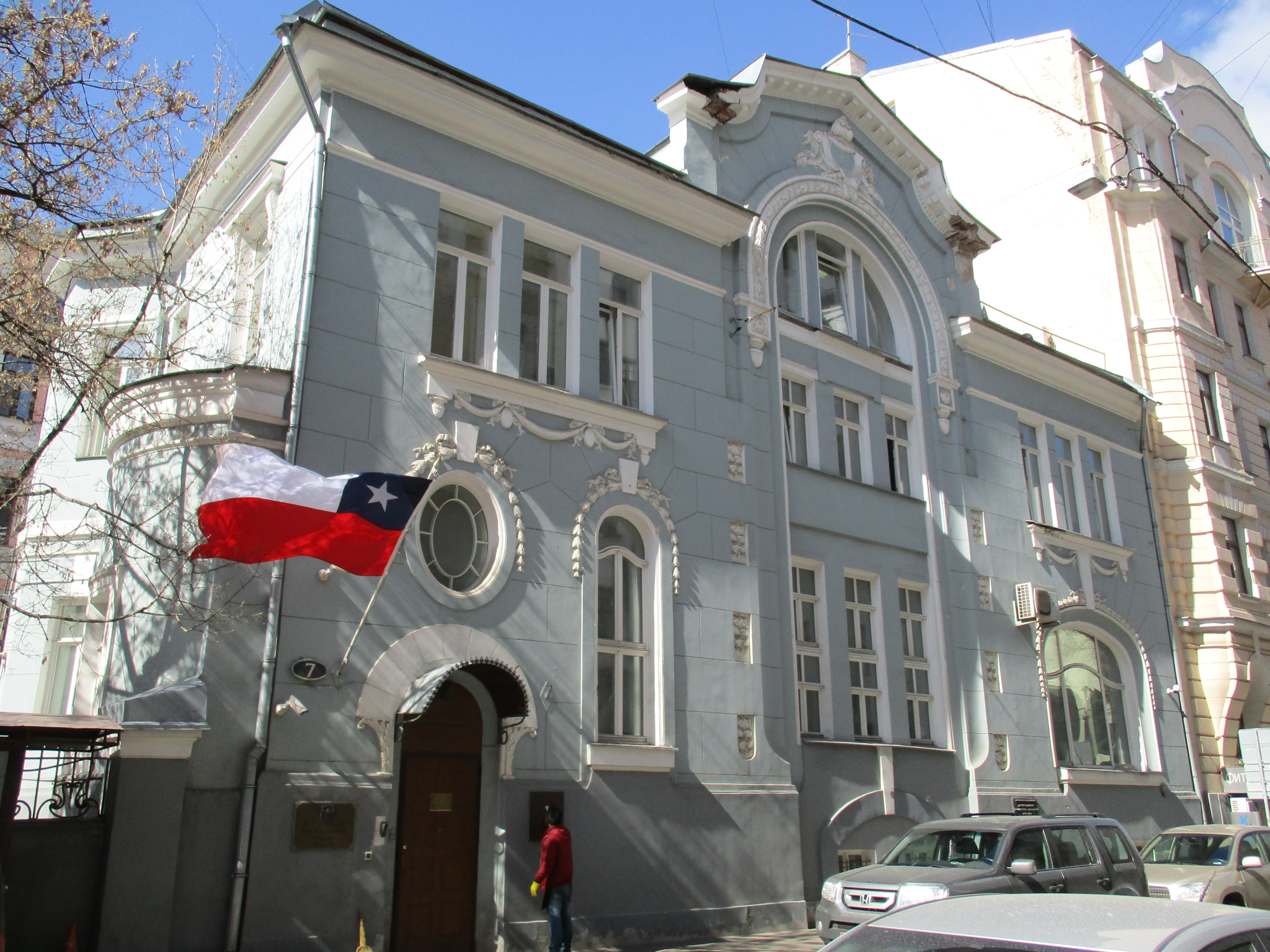
Embajada de Chile en Moscú

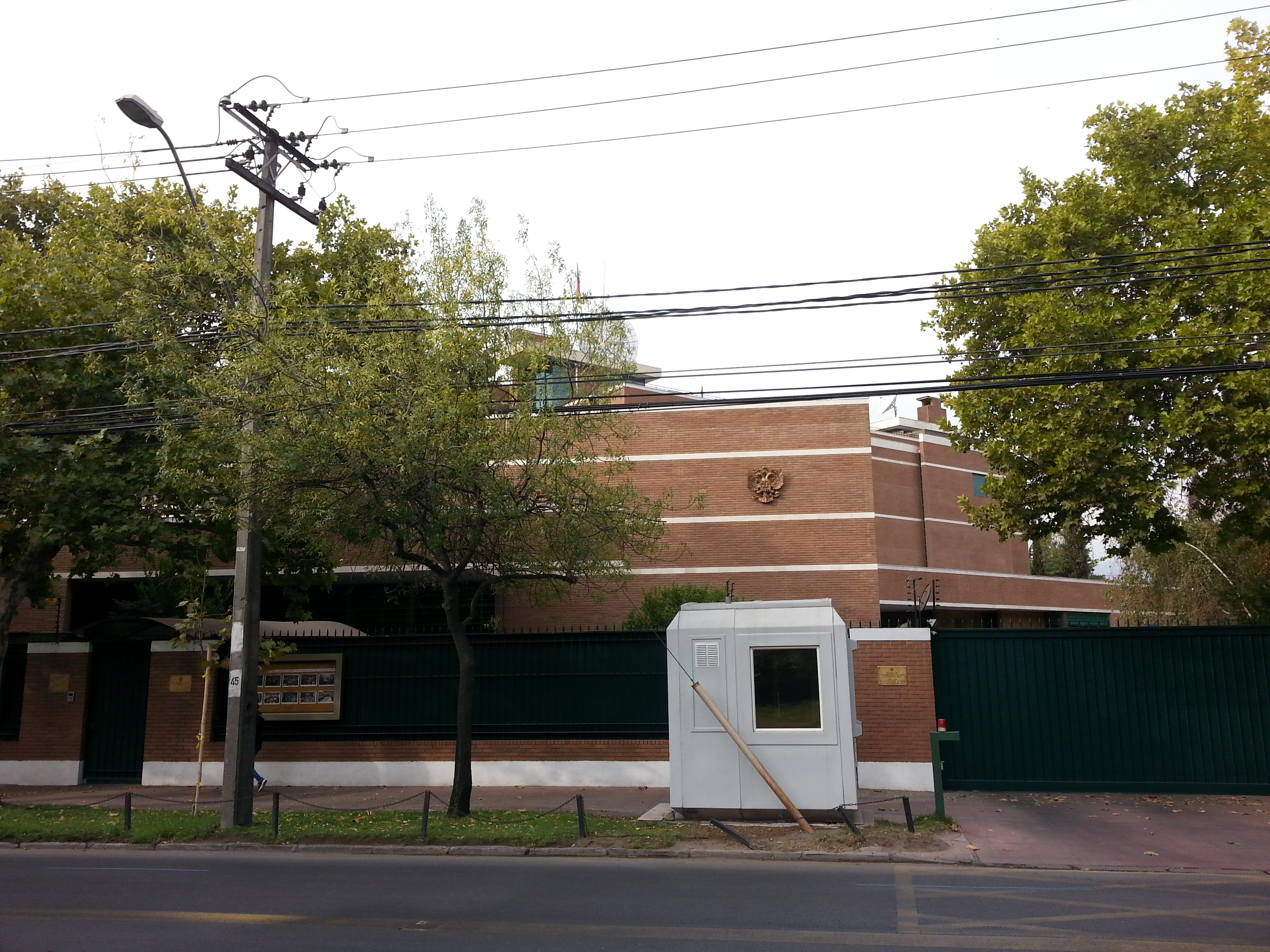
Embajada de Rusia en Santiago

Cuando los Estados Unidos cortaron el financiamiento a Chile por la nacionalización de su industria de cobre, Allende se vio obligado a buscar relaciones alternativas para el financiamiento y el comercio, lo cual culminó con una delegación chilena de alto nivel visitando la Unión Soviética en mayo de 1971, en la que se acordó la creación de una Comisión de Comercio Soviético-Chilena. Allende fue en una visita de Estado a la Unión Soviética en diciembre de 1972 con el fin de obtener ayuda y financiamiento de Leonid Brézhnev, pero su visita no fue un éxito. Mientras algunos funcionarios de Santiago creían que el viaje de Allende a la Unión Soviética obligaría a Moscú a liberar a Chile de su dependencia de Estados Unidos, otros argumentaron que no sería suficiente para contrarrestar el déficit de balanza de pagos de Chile. Allende y el líder del Partido Comunista de Chile (Luis Corvalán) se reunieron en diciembre de 1972 con Leonid Brézhnev, Alexei Kosygin y Nikolai Podgorny. El plan de Allende y Corvalán exigía grandes créditos a corto plazo para compensar el déficit previsto hasta 1976, las compras de cobre chileno y una inversión de 220 millones de dólares en la producción de acero. Allende trató de persuadir a los líderes soviéticos de este plan argumentando la idea de que su país fuera un "Vietnam silencioso" en un inútil intento de invocar el sentimiento antiamericano. Ni su plan ni esta imagen fueron bien recibidos en Moscú, ya que la Unión Soviética ya estaba vacilante en desafiar abiertamente a los estadounidenses en su propio hemisferio. Allende dejó a la Unión Soviética un consejo para resolver los conflictos con Washington, un nuevo crédito de 45 millones de dólares y acuerdos con créditos previamente acordados para aumentar la asistencia técnica de la URSS en el desarrollo de las industrias chilenas del cobre, la química y la pesca. Desafortunadamente para Allende, en vez de aumentar la ayuda en Chile, la Unión Soviética redujo el apoyo económico de $ 144 millones en 1972 a $ 63 millones en 1973. Allende fue derrocado en un golpe de Estado el 11 de septiembre de 1973, y las relaciones con los soviéticos fueron cortadas nuevamente el 22 de septiembre de 1973.

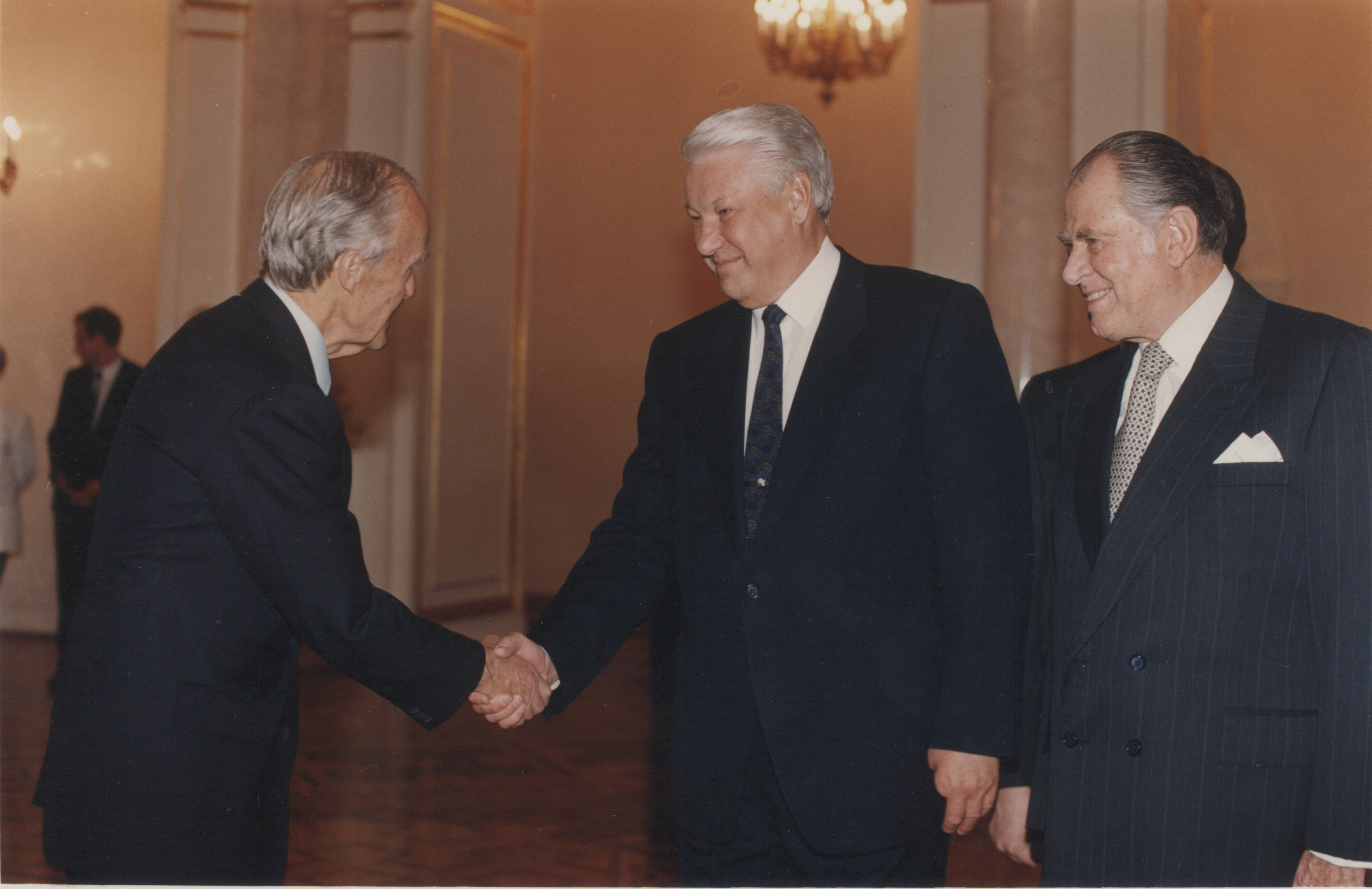
Edgardo Boeninger, Boris Yeltsin y Patricio Aylwin, durante la visita de Estado del presidente de Chile a Rusia en 1991.

El régimen de Pinochet casi instantáneamente comenzó a atacar ciudadanos soviéticos y perseguir una agenda extremadamente antisoviética. La Unión Soviética respondió fuertemente ofreciendo ayuda a miembros perseguidos y partidarios del gobierno anterior de Allende y denunciando al gobierno chileno como fascista. Mas, según el diario El País "URSS ha vendido al régimen de Pinochet un importante cargamento de armas, vehículos blindados, etcétera" en el año 1978, lo que es sólo un antecedente de las relaciones informales y aparentemente contradictorias que mantenían ambos estados. En 1976, el disidente soviético Vladímir Bukovski fue enviado de la URSS a Suiza para canjearlo por el secretario general del Partido Comunista de Chile, Luis Corvalán, en medio de negociaciones llevadas por Pinochet y la URSS. No fue hasta el 11 de marzo de 1990, con el retorno de la democracia a Chile, que fueron restauradas las relaciones bilaterales. Al año siguiente, el presidente chileno Patricio Aylwin realizó una visita de Estado a Moscú. 
El Presidente Ricardo Lagos realizó una visita de Estado a Rusia en octubre de 2002, mientras que el Presidente de Rusia, Vladímir Putin realizó una visita de Estado a Chile en noviembre de 2004, conjuntamente con la cumbre de la APEC celebrada en Santiago, siendo aquella la primera visita de un jefe de Estado ruso a Suramérica.
 Michelle Bachelet realizó una visita oficial a Rusia desde el 4 de abril de 2009 a invitación de Dmitri Medvédev.

## Relaciones económicas
En 2001, el comercio bilateral entre las dos naciones ascendió a 50 millones de dólares, aumentando a 300 millones de dólares en 2007 y a 380 millones de dólares en 2008. En 2022, el intercambio comercial entre ambos países fue de 529 millones de dólares estadounidenses, lo que supuso un -7,3% de crecimiento promedio anual en los últimos cinco años. Los principales productos exportados por Chile fueron salmones, mejillones y desechos de cobre, mientras que Rusia exportó mayoritariamente urea, volquetes automotores, nitrato de amonio y papel kraftliner.
Chile también está ansioso por establecer nuevos mercados de exportación en Rusia por su creciente producción de arándanos. Ha expuesto al último espectáculo de IFE en Moscú por primera vez. En 2007-2008 Rusia sobrepasó a España, convirtiéndose en el tercer mayor mercado de exportación de frutas de Chile, con exportaciones globales al país (principalmente manzanas y uvas de mesa) creciendo en un 59 por ciento, de 64.554 a 102.321 toneladas.
Aunque Chile no aplicó sanciones comerciales a Rusia tras la invasión de Ucrania, el intercambio de bienes y servicios se redujo en un 35% en 2022, al alcanzar los 533 millones de dólares.

## Misiones diplomáticas
- Chile cuenta con una embajada en Moscú, que también concurre con representación diplomática ante Bielorrusia, Armenia, Uzbekistán, Kirguistán, Tayikistán y Kazajistán. Asimismo, cuenta con consulados honorarios en San Petersburgo y Vladivostok.[22]
- Rusia cuenta con una embajada en Santiago de Chile y un consulado honorario en Valparaíso.[23]